# Будинок, що обертається, 1921, 183
«Будинок, що обертається, 1921, 183» (англ. Revolving House, 1921, 183) — картина швейцарського живописця Пауля Клее. Створена у 1921 році. Зберігається у музеї Тіссен-Борнеміса в Мадриді.

## Опис
В геометричних конструкціях «Будинку, що обертається» особистий стиль Пауля Клее, який не піддається визначенню, немовбито просяк конструктивістським духом школи «Баугауз», де художник викладав з 1921 року по 1931 роки. У цій роботі Клее демонструє своє відчуття міста, яке видиме як низка фасадів, організованих навколо уявної осі, на якій вони нібито обертаються. Домінуючі земляні кольори, що нагадують фактуру будівельних матеріалів, нанесені тонким шаром на марлю, приклеєну до паперу. Ця нетрадиційна техніка, разом з любов'ю Клее до експериментів, призначена для імітації не самої природи, а її способів впливу.